# 開帳

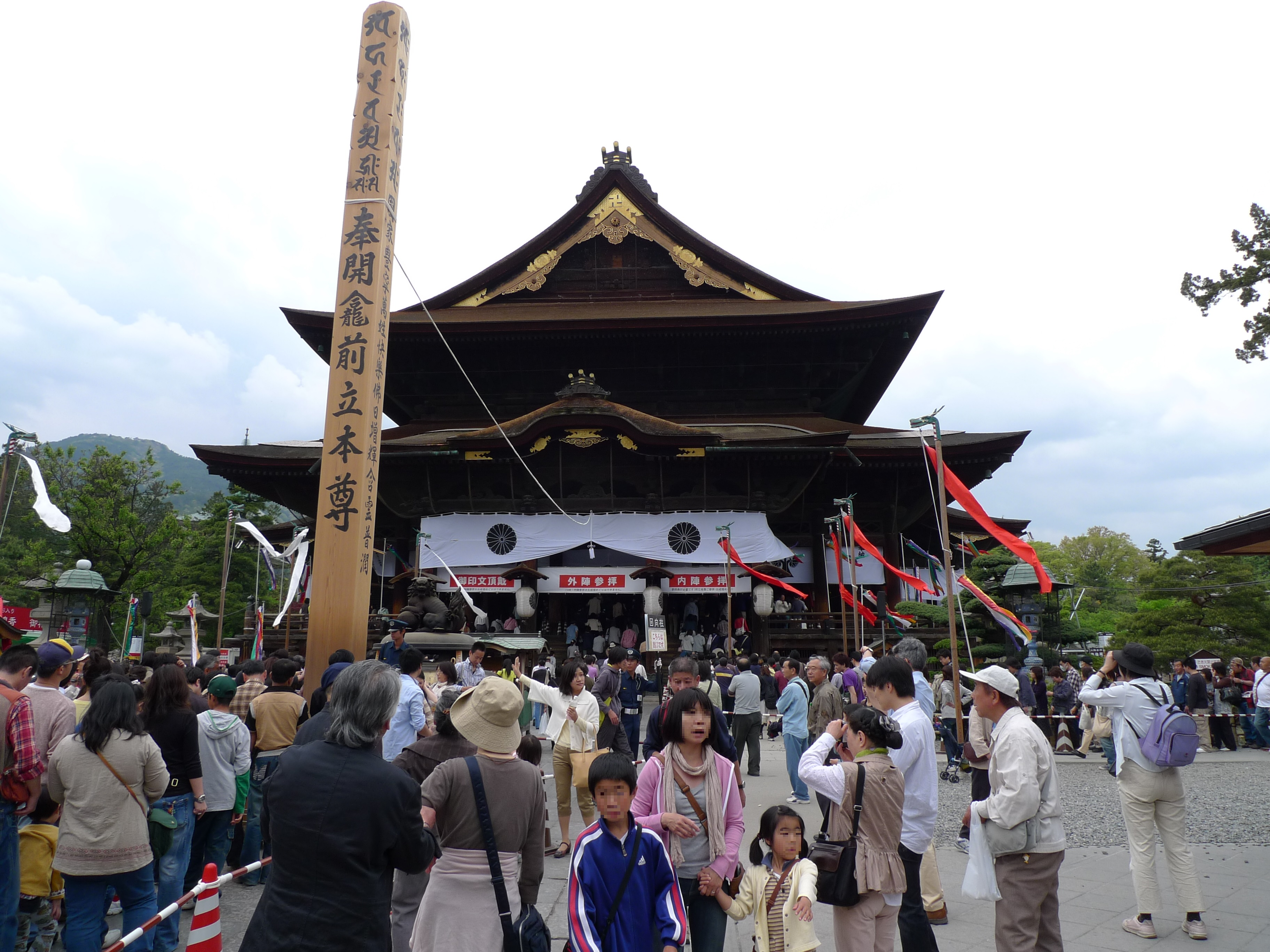

開帳（かいちょう）とは、原義では、仏教寺院で厨子等に収められている秘仏の扉を開いて拝観できるようにする宗教行事。ただし、秘仏ではない本尊や宝物に関して行われる宗教行事を指す場合もある（後述）。

## 宗教上の意義
開帳と称する宗教行事には以下のものがある。
1. 原義ではふだん厨子等に収められている秘仏の扉を一定期間開いて参拝できるようにする宗教行事[1]。
2. 転義ではふだん蔵などに収められている宝物を拝観できるようにする宗教行事[2]。
3. さらに転じてふだん参拝を許している御本尊であるが、大法会を開催して特別に結縁の機会を与える宗教行事（成田山新勝寺など）[2]。

秘仏の開帳は、毎月1回、年に1回、7年に1回、33年に1回、60年に1回などと周期的に行うことが多い。『増鏡』に、「滝の本のは不動尊、此不動は伊豆国より生身の明王の簑笠うちてさしあゆみておはしたりき、此簑笠宝蔵にこめて三十三年に一度出さるるとぞ承る」とあるのは、33年に1度不動の開帳が行われたことを示し、『明月記』嘉禎元年閏6月19日の条に、「禅尼数輩来車し、近日開くべき三尊像を礼す、近日京中道俗騒動礼拝云々、善光寺の仏を写し奉る」とあるのは善光寺三尊仏模像の開帳が行なわれることであり、『二水記』永正14年4月11日の条に、「法輪院虚空蔵開帳間為二参詣一」（一、二は返り点）とあるのは、京都嵐山法輪院の本尊の開帳を述べる。江戸時代になると、開帳は興業的になり、さまざまな作り物を飾り、幟を立て、また境内には露店、見世物がならび、きわめて繁華なものであったことは、『賤の緒手巻』、『嬉遊笑覧』巻7、『浄瑠璃外題年鑑』などに記されている。一方で、「下手談義」には、開帳について、「開帳場を仕廻ふと否や、本尊を質に入れて、入唐渡天の行がた知れず」などと叱責の言がある。

## 方式と目的の分類

### 居開帳・出開帳
仏像を祀っている自分の寺社で行う「居開帳」（いがいちょう）だけでなく、他所に出向いての「出開帳」（でかいちょう）もある。出開帳はさらに一定の場所で行う出開帳と各所をまわる巡行開帳（回国開帳）がある。
江戸時代、成田山新勝寺は本尊の不動明王像を江戸などほかの場所に出張して開帳していた。法隆寺も勧進のため度々、江戸や京都で出開帳を実施した。
出開帳からの帰路に経由地で依頼されて行われる開帳を逗留開帳という。

### 結縁開帳・助成開帳・記念開帳
結縁開帳は信者との結縁を目的とする開帳をいう。
助成開帳は信仰のほか本堂の修復などの費用を浄財として集めることを目的とする開帳をいう。江戸時代の開帳はほとんどが寺社の維持のための助成開帳だったといわれている。
記念開帳は創建からの年数、遠忌、諸堂建立などを記念して行う開帳をいう。
このほか将軍参拝後に実施された御成後開帳や疫病消除のために実施された祈願開帳などがある。